# Guneo
En la mitología griega, el nombre Guneo (Γουνεὐς) puede referirse a:
- Guneo, jefe de los enianes y perrebos durante la Guerra de Troya. Según Homero, «Guneo había llevado de Cifo veintidós naves; le acompañaban los enianes y los combativos perrebos, que habían instalado sus casas en torno a la desaparecida Dodona».[1] Guneo sobrevivió a la guerra, fue a Libia y se estableció junto al río Cínipe.[2] Guneo tiene un origen oscuro, aunque sus seguidores tribales (enianes y perrebos) usualmente se sitúan en el noroeste  de Grecia. Homero no recoge su linaje, pero en otro lugar[3] se dice que sus padres eran Ócito[4] y Aurofite, por lo demás desconocidos. Sin embargo, otra fuente da como nombres de su madre Tauropolea o Hipodamía.[5]

- Guneo, padre de Laónome.[6]